# Московское военно-инженерное училище
Московское военно-инженерное училище — военное училище Главного военно-инженерного управления РККА ВС СССР.
Сокращённое наименование — МВИУ.
Первые военно-инженерные курсы подготовки специалистов для Красной Армии были образованы в 1919 г. в городе Сергиев Посад. После перевода в Москву они были названы Московской военно-инженерной школой. В 1932 г. школу перевели в Ленинград, где в 1937 г. было создано Ленинградское Краснознамённое военно-инженерное училище и было принято решение о восстановлении аналогичного учебного заведения в Москве — Московского военно-инженерного училища (МВИУ). Училище входило в число учебных заведений Главного военно-инженерного управления РККА, в которых с началом Великой Отечественной войны по приказу народного комиссара обороны СССР И. Сталина была развернута подготовка кадров для инженерных войск.

## История
В октябре 1937 г. под руководством капитана Н. И. Кокуева было завершено размещение училища и начаты занятия в здании по адресу: Москва, Ярославское шоссе, д.32 а.
В сентябре 1939 г. училище передислоцировано в посёлок Болшево Московской области в специально построенный военный городок. В связи с началом Советско-финляндской войны в МВИУ были произведены досрочные выпуски и организованы кратковременные сборы усовершенствования специалистов.
В апреле — мае 1940 г. для обобщения опыта финской кампании в СССР были созданы комиссии Главного военного совета по изучению состояния родов войск. По результатам работы Комиссии по инженерным войскам было рекомендовано увеличить срок обучения в военно-инженерных училищах до 3-х лет, так как установленный ранее 2-х годичный срок обучения не позволял подготовить полноценного командира инженерных войск, а должности комсостава в военно-инженерных училищах замещать только командирами, имеющими соответствующие знания и опыт. Преподавательский состав МВИУ был пополнен выпускниками Военно-инженерная академия Красной Армии имени В. В. Куйбышева.
К опыту ускоренной подготовки военных инженеров пришлось вернуться с первых дней Великой Отечественной войны. С июня и до конца 1941 г. в училище состоялось 6 выпусков. Летом и осенью 1941 г. курсанты и преподаватели училища участвовали в обустройстве защитных сооружений и проведении минно-заградительных работ на оборонительных рубежах Москвы.
В период наступления немецких войск на Москву, чтобы не прерывать процесса обучения, училище было временно (в конце октября 1941 г.) передислоцировано в г. Мензелинск. Но уже в апреле 1942 г. обучение возобновилось в Болшево. Всего за годы войны в МВИУ были проведены 38 выпусков военных инженеров.
Понимание Ставкой Верховного Главнокомандования значения инженерных войск в действующей армии и важная роль МВИУ в подготовке военных инженеров являлись до конца 1942 г. причиной отказов комсоставу и преподавателям училища в рапортах о направлении на фронт.
В октябре 1944 г. состоялось вручение училищу Красного Знамени и грамоты Верховного Совета СССР, текст которой гласил:

Президиум Верховного Совета СССР постановил вручить Красное Знамя Московскому военно-инженерному училищу как символ воинской чести, доблести и славы, как напоминание каждому из бойцов и командиров части об их священном долге преданно служить Советской Родине, защищать её мужественно и умело, отстаивать от врага каждую пядь родной земли, не щадя своей крови и самой жизни.

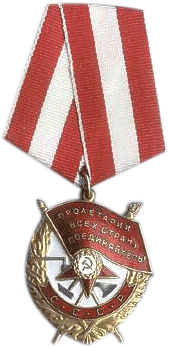
17 февраля 1945 года МКВИУ награждено орденом Красного знамени

Многие командиры и преподаватели были награждают орденами и медалями СССР. В связи с вручением Красного Знамени училище было переименовано в Московское Краснознамённое военно-инженерное училище (МКВИУ).
17 февраля 1945 года Президиум Верховного Совета СССР наградил МКВИУ орденом Красного знамени.
24 июня 1945 года парадный расчёт Московского Краснознамённого военно-инженерного училища участвовал в Параде Победы.
В 1946 г. училище было объединено с Высшем военным инженерно-строительным училищем (ВВИСУ КА), преобразовано в Московское Краснознаменное Высшее военно-инженерное училище Красной Армии (МКВВИУ КА) и передислоцировано в Ленинград. Территория училища передана научно-исследовательскому артиллерийскому институту реактивного вооружения (НИИ-4 МО СССР).
В 1949 г. МКВВИУ перевели в Калининград и в 1958 г. переименовали в Калининградское Краснознаменное военно-инженерное училище (ККВИУ).
В 1960 г. ККВИУ было расформировано.

## Начальники
- Варваркин, Александр Николаевич, полковник (1938—1941)
- Ермолаев, Павел Александрович, генерал-майор (1942—1946)
- Сысоев, Евгений Владимирович, генерал-майор (1946—1947)
- Новиков, Павел Фёдорович, генерал-майор (1947—?)
- Егоров, Андрей Георгиевич, генерал-майор (1953—1960)

## Выпускники
За время существования училища (с учетом краткосрочных сборов на его базе) было подготовлено более 20 000 специалистов инженерных служб. Среди выпускников училища — участников Великой Отечественной войны — 34 присвоено звание Героя Советского Союза.
Антонов, Николай Григорьевич

Белоножко, Марк Николаевич

Высогорец, Михаил Амосович

Головатюк, Александр Давыдович

Ефимов, Вадим Александрович

Жемчужников, Иван Иванович

Жеребин, Дмитрий Сергеевич

Заседателев, Вячеслав Васильевич

Зачеславский, Василий Никифорович

Карпенко, Вилий Иванович

Качалко, Иван Елизарович

Кремок, Илья Васильевич

Максимкин, Николай Александрович

Мери, Арнольд Константинович

Модин, Борис Фёдорович

Обиух, Иван Данилович

Обухов, Анатолий Ефимович

Осипов, Иван Иванович

Родителев, Александр Михайлович

Рунов, Борис Александрович

Седунов, Александр Петрович

Харчин, Иван Гаврилович

Шамура, Даниил Игнатьевич

Шевчук, Фёдор Кузьмич